# Эноксапарин натрия
Эноксапарин натрия (анфибра, клексан, эниксум) — лекарственный препарат. Применяется для профилактики венозных тромбозов и тромбоэмболий. При применении препарата в профилактических дозах он незначительно изменяет активированное частичное тромбопластиновое время, практически не оказывает воздействия на агрегацию тромбоцитов и на уровень связывания фибриногена с рецепторами тромбоцитов.
Противопоказан наличии следующих факторов: гиперчувствительность к эноксапарину натрия, гепарину или его производным, включая другие низкомолекулярные гепарины; активное большое кровотечение, а также состояния и заболевания, при которых имеется высокий риск развития кровотечения: угрожающий аборт, аневризма сосудов головного мозга или расслаивающая аневризма аорты (за исключением случаев проведения хирургического вмешательства по этому поводу), недавно перенесённый геморрагический инсульт, неконтролируемое кровотечение, тромбоцитопения в сочетании с положительным тестом в условиях in vitro на антитромбоцитарные антитела в присутствии эноксапарина натрия; возраст до 18 лет (эффективность и безопасность не установлены).

## Применение в медицине
- Лечение нестабильной стенокардии (UA) и инфаркта миокарда без зубца Q (NQMI), назначенное одновременно с аспирином
- Профилактика тромбоза глубоких вен (ТГВ) при замене коленного сустава
- Профилактика ТГВ при замене тазобедренного сустава
- Профилактика ТГВ в абдоминальной хирургии
- Лечение ТГВ с тромбоэмболией легочной артерии или без неё
- Стационарное лечение ТГВ с инфарктом миокарда с подъёмом сегмента ST (ИМпST)

### Мониторинг
Эноксапарин обладает предсказуемой абсорбцией, биодоступностью и распределением, поэтому мониторинг обычно не проводится. Однако есть случаи, когда мониторинг может быть полезен для особых групп населения, например, для людей с почечной недостаточностью или для людей с ожирением. В этом случае можно измерить единицы анти-Ха и соответствующим образом скорректировать дозировку.

### Реверсивный агент
Сульфат протамина менее эффективен в обращении эноксапарина по сравнению с гепарином, с максимальной нейтрализацией примерно 60 % антифакторного эффекта Ха.

### Беременность
- Эноксапарин — это препарат категории B FDA для беременных, что означает, что эноксапарин не может причинить вред нерожденному ребёнку при использовании во время беременности. Это утверждение основано на репродуктивных исследованиях с участием беременных крыс и кроликов. В ходе этих исследований на животных не наблюдалось врожденных дефектов или токсического воздействия на будущий плод эноксапарина. Однако реакция человека на эноксапарин может отличаться от реакции небольшого животного, поэтому эноксапарин следует использовать во время беременности, только если в этом есть определённая необходимость.
- Эноксапарин не проникает через плаценту, поэтому вероятность его воздействия на будущего ребёнка маловероятна.
- О некоторых случаях гибели плода сообщили женщины, принимавшие эноксапарин во время беременности, но неясно, был ли эноксапарин причиной этих смертей.
- Беременная женщина, принимающая эноксапарин, должна регулярно проверяться на предмет кровотечений и / или «чрезмерной антикоагуляции», особенно когда приближается дата родов. Риск кровотечения во время родов выше, если человек все ещё принимает эноксапарин, и это может поставить под угрозу жизнь ребёнка и / или матери.
- Многодозовые флаконы эноксапарина торговой марки (Lovenox) содержат 15 мг бензилового спирта на 1 мл в качестве консерванта. Недоношенные дети, которым давали большое количество бензилового спирта (99-405 мг / кг / день), испытали «синдром удушья»[1].
- Хотя эноксапарин используется для предотвращения образования тромбов, необходимо помнить, что сама по себе беременность может повысить риск тромбообразования у женщины.

## Побочные эффекты

### Нечасто (<1 %)
- У людей с нестабильной стенокардией или инфарктом миокарда без зубца Q:
  - Фибрилляция предсердий, сердечная недостаточность, отек легких, пневмония: ≥ 0,5 % v

### Обычный (> 1 %)
- Тромбоцитопения, то есть может быть связана с гепарин-индуцированной тромбоцитопенией (0,5-5,0 % лиц, получавших лечение в течение как минимум пяти дней)
- Повышение уровня аминотрансфераз в сыворотке: 5,9 % −6,1 %.
- У людей, перенесших абдоминальную или колоректальную операцию:
  - Кровотечение, анемия, экхимоз: ≥ 2 %

- У лиц, перенесших замену тазобедренного или коленного сустава:
  - Лихорадка, тошнота, анемия, отек, периферический отек: ≥ 2 %

- У лиц с сильно ограниченными возможностями передвижения во время острого заболевания:
  - Одышка, тромбоцитопения, спутанность сознания, диарея, тошнота: ≥ 2 %

- У людей, получающих лечение от тромбоза глубоких вен:
  - Кровоизлияние в месте инъекции, боль в месте инъекции, гематурия: ≥ 2 %

### Исследуемая частота
- Местные реакции: местное раздражение, боль, гематома, экхимоз, эритема.
- Кровотечение
- Гиперкалиемия
- Трансаминит
- Кровоизлияние

### Особое предупреждение
В октябре 2013 года FDA выпустило пересмотренный вариант предупреждения для эноксапарина в рамке. В пересмотренном варианте рекомендуется проявлять осторожность при установке и удалении спинномозговых катетеров у лиц, принимающих эноксапарин для спинальной пункции или нейроаксиальной анестезии. У таких пациентов может возникнуть необходимость отложить прием антикоагулянтов, чтобы снизить риск спинномозговых или эпидуральных гематом, которые могут проявляться как постоянный или длительный паралич. У лиц с повышенным риском гематом могут быть постоянные эпидуральные катетеры, одновременное применение лекарств, ухудшающих кровотечение, таких как нестероидные противовоспалительные препараты (НПВП), или наличие в анамнезе эпидуральных или спинномозговых проколов, травм позвоночника или деформаций позвоночника. FDA рекомендует контролировать людей из группы риска на предмет кровотечений и неврологических изменений.

## Фармакологические свойства

### Механизм действия
Эноксапарин связывается и усиливает антитромбин (циркулирующий антикоагулянт) с образованием комплекса, который необратимо инактивирует фактор свертывания крови Ха. Он имеет меньшую активность против фактора IIa (тромбина) по сравнению с нефракционированным гепарином (НФГ) из-за его низкой молекулярной массы.

### Фармакокинетика
Абсорбция: Биодоступность (подкожная инъекция) ~ 100 %.
Распределение: объём распределения (активность против фактора Ха) = 4,3 литра.
Метаболизм: эноксапарин метаболизируется в печени с образованием низкомолекулярных веществ в результате десульфатирования и деполимеризации или их обоих.
Выведение. Период полувыведения однократной подкожной инъекции эноксапарина составляет 4,5 часа. Приблизительно 10-40 % активных и неактивных фрагментов из разовой дозы выводится почками. Коррекция дозы в зависимости от функции почек необходима лицам с нарушенной функцией почек.

### Класс препарата
Эноксапарин принадлежит к классу препаратов, известных как низкомолекулярные гепарины. К другим препаратам этого класса относятся далтепарин, фондапаринукс и тинзапарин.

## Взаимодействие
Препарат нельзя смешивать с другими препаратами. При одновременном применении с препаратами, влияющими на гемостаз (салицилатами системного действия, ацетилсалициловой кислотой, нестероидными противовоспалительными средствами [включая кеторолак], декстраном с молекулярной массой 40 кДа, тиклопидином и клопидогрелом, системными глюкокортикостероидами, тромболитиками или антикоагулянтами, другими антитромбоцитарными препаратами [включая антагонисты гликопротеина IIb/IIIa]), возрастает риск развития кровотечения.

## Биоаналоги
В сентябре 2016 года Inhixa и Thorinane были одобрены для использования в Европейском Союзе. Торинан был снят с продажи в октябре 2019 года.
В марте 2017 года Эноксапарин BECAT, Laboratorios ROVI (Испания) получил разрешение на продажу в 26 странах Европы. Товар теперь доступен в Европе.